# Ulica Władysława Broniewskiego w Warszawie
Ulica Władysława Broniewskiego – ulica w warszawskich dzielnicach Bielany i Żoliborz, biegnąca od placu Grunwaldzkiego do alei Władysława Reymonta.

## Opis
Ulica została wytyczona po II wojnie światowej na terenach dawnej wsi Buraków. Pierwszy odcinek ulicy, od placu Grunwaldzkiego do ul. Krasińskiego, oddano do użytku pod koniec lat 50. Nazwę upamiętniającą Władysława Broniewskiego nadano w 1962.
Przy ulicy powstały domy osiedli mieszkaniowych: Bielany (1952–1967), Sady Żoliborskie (1960–1972), Zatrasie (1961–1968) i Piaski (1970–1973).
W 1968 na ulicy zbudowano tory tramwajowe. Na rogu ulic Broniewskiego i Galla Anonima znajduje się także pętla tramwajowa Piaski.

## Ważniejsze obiekty
- Galeria Żoliborz (nr 28)
- Budynek Chrześcijańskiej Akademii Teologicznej (nr 48)
- Kościół Zesłania Ducha Świętego (nr 44)
- Zespół przyrodniczo-krajobrazowy Olszyna